# 光盘驱动器
光碟機又稱光盤驅動器或光驅，是電腦、電子遊戲機用來讀写光盘內容的機器。

## 分類
包括以下几類：

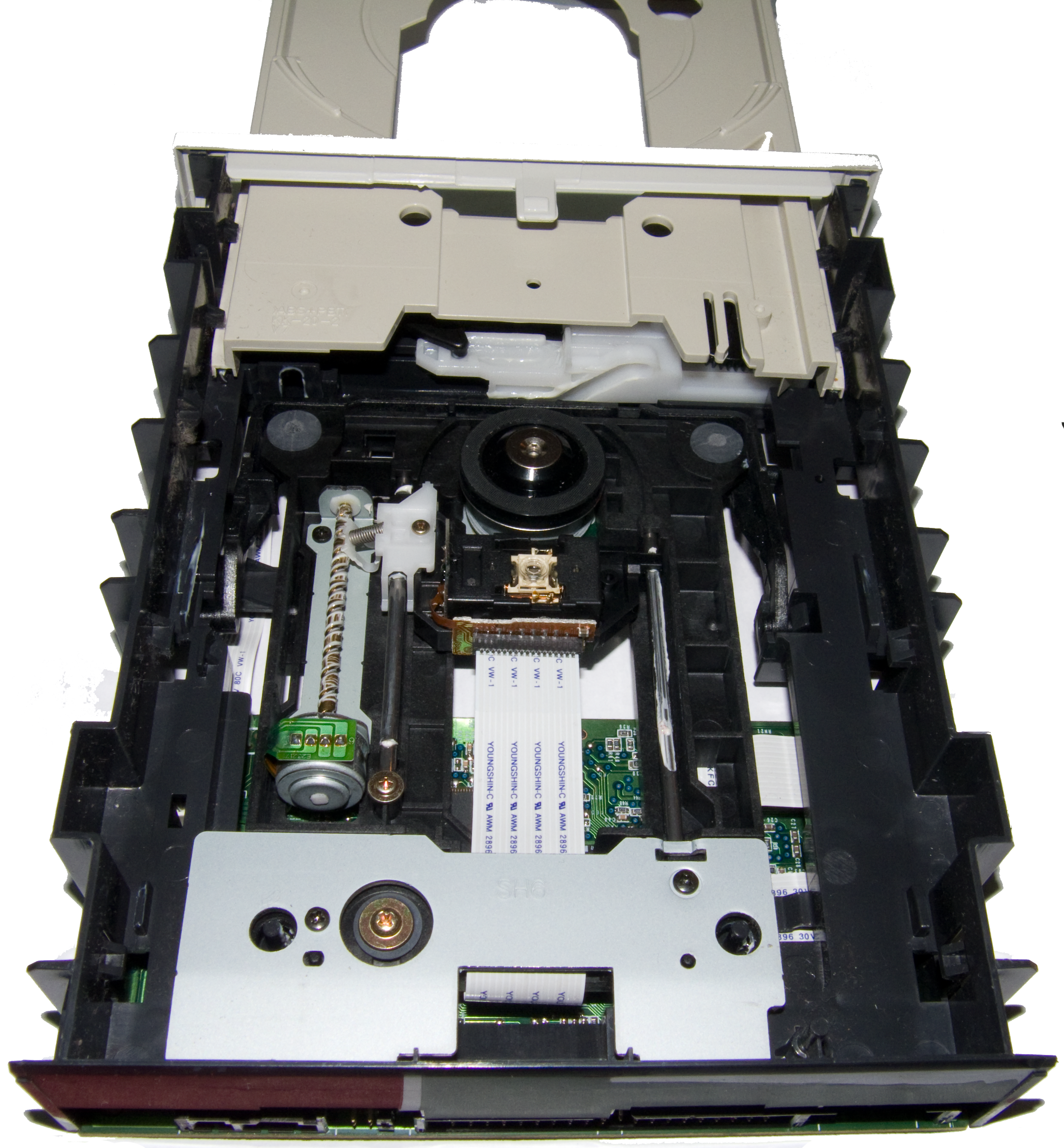
CD-ROM 內部

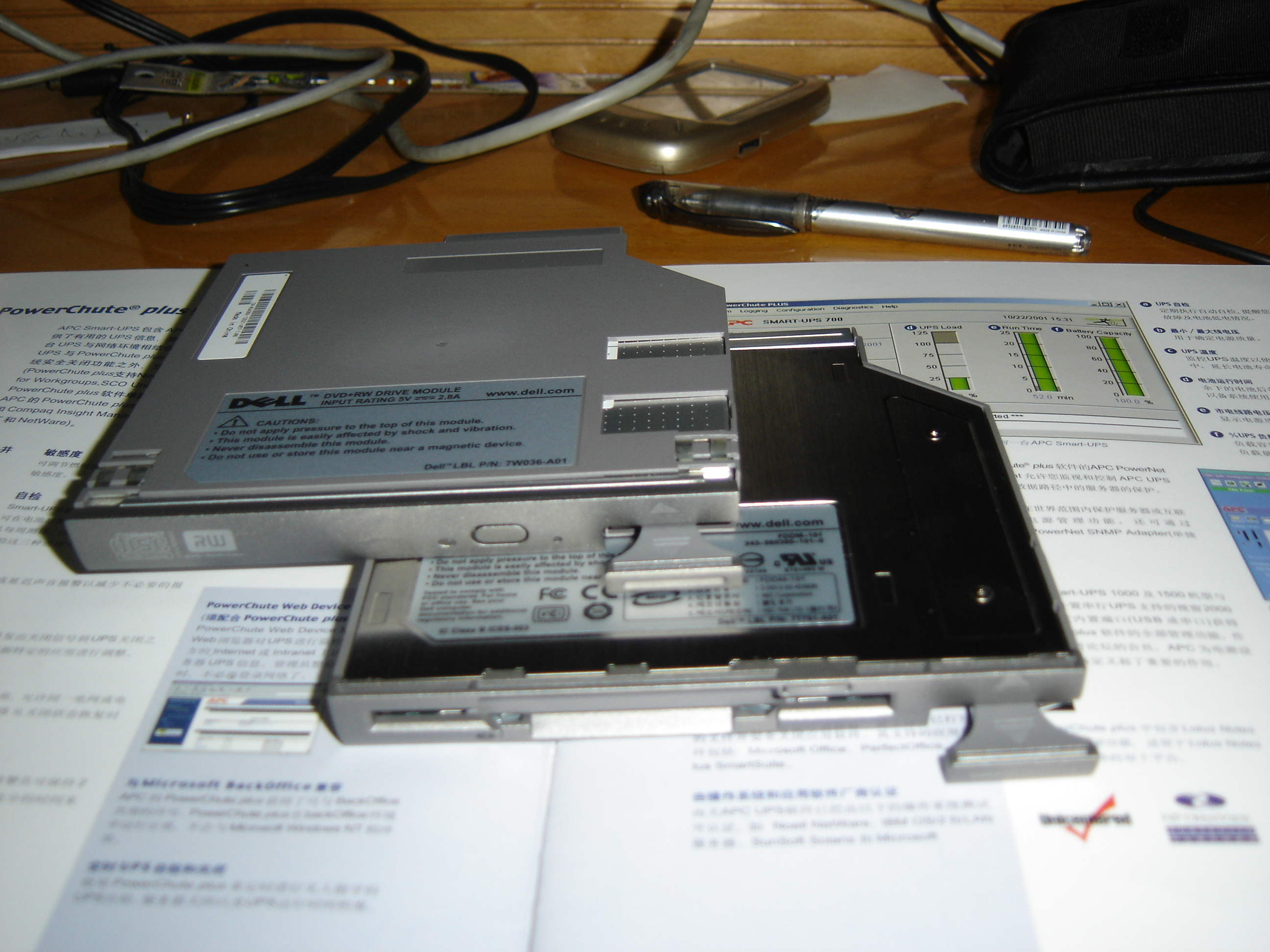
笔记本式电脑的光驱(上)和软驱(下)

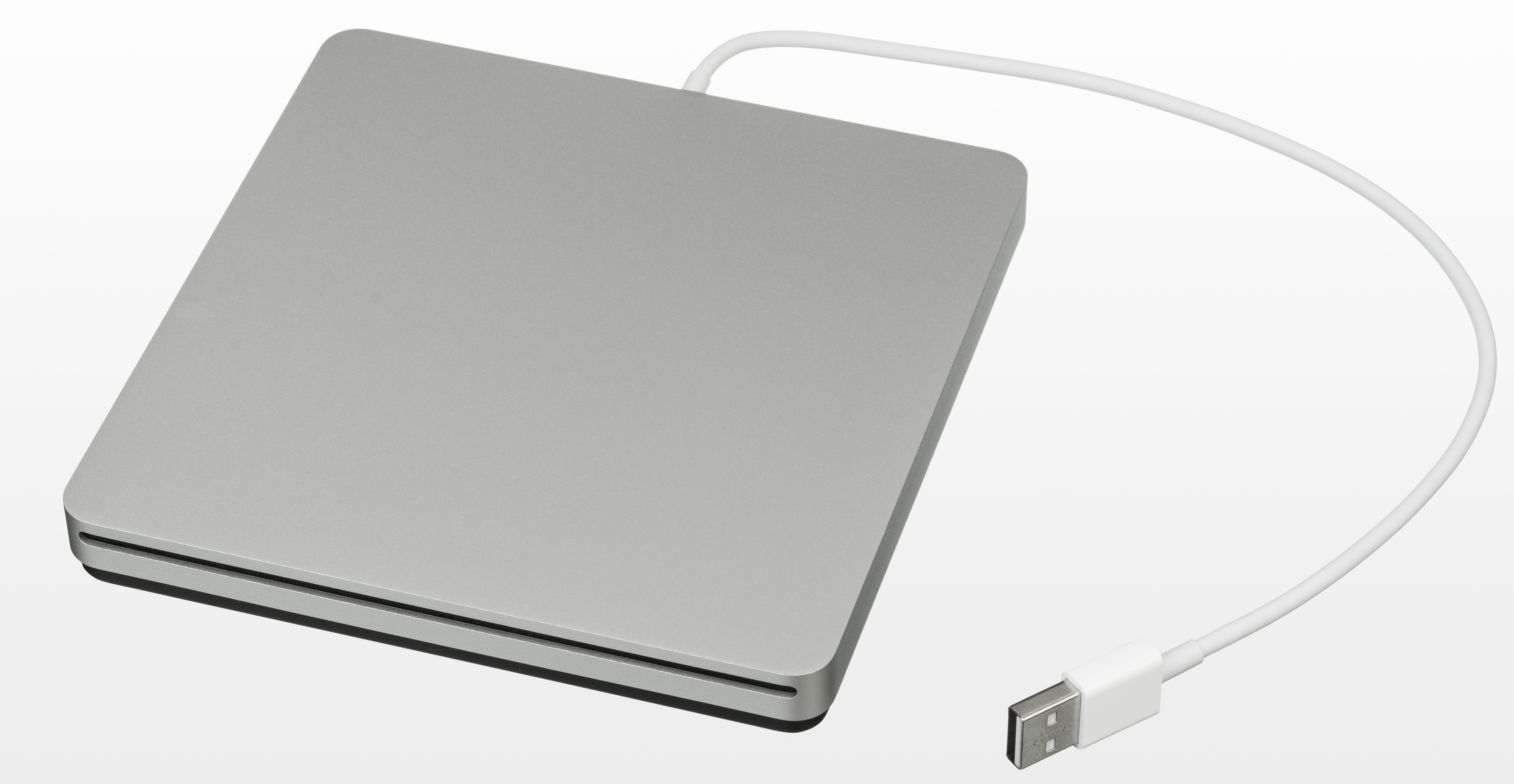
苹果电脑使用的SuperDrive外接光驱

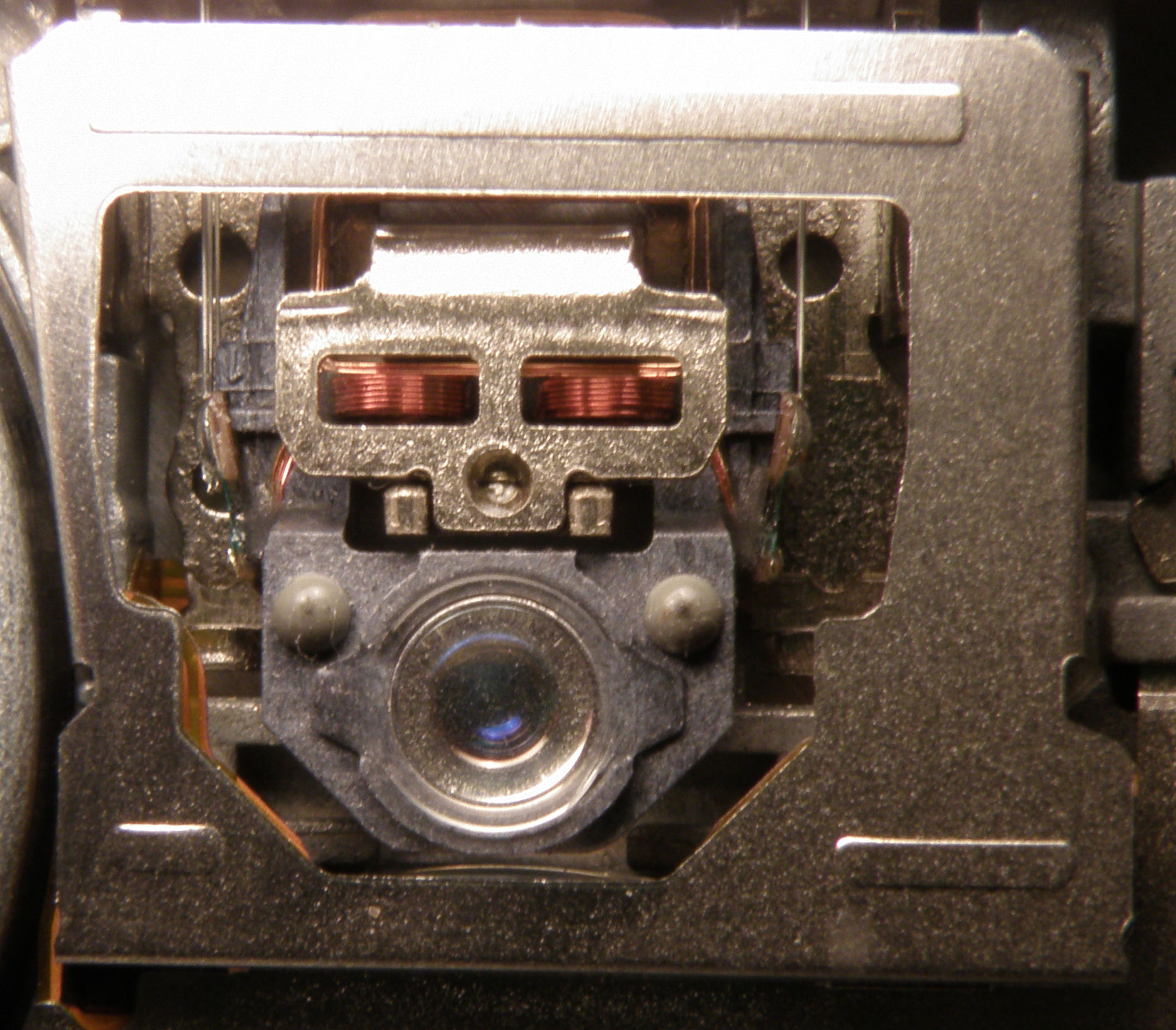
雷射讀取頭

- 只讀光盘驱动器：CD-ROM、DVD-ROM
- 多用驱动器（Combo）：部分厂商曾称之为“康宝”光驱，有讀 CD、DVD ，寫 CD 功能。有采用可以调节为两档以分别读写 CD 和读 DVD 的单激光头类型，也有采用不同激光头来分别读写 CD 和读 DVD 的双激光头类型。
- 可讀寫光盘驱动器：CD-RW、DVD-RW、DVD+RW、DVD±RW(DVD-Dual)、DVD-RAM、DVD-Super Multi
- 電子遊戲機專用光碟機：如PlayStation 2、GAMECUBE、DreamCast、XBOX

## 簡介
隨著多媒體電腦的盛行的年代，光碟的應用越來越普及，大眾對多媒體光碟軟體的需求也越來越大，因此，在電腦上配備一台光碟機，可以說是再平常不過的事情。然而由於其體積較大、讀取速度較慢，以及快閃記憶體、網路等資料儲存與傳輸方式的普及，越來越多電腦不再內置光碟機，以騰出空間予其它硬體，由於USB的普及，現在光碟機大多採用USB供電的外置式。
光碟機的機械裝置和軟碟機很類似，其中共有三個馬達，分別控制不同的功能。光碟機的上面有一個用來旋轉光碟片的馬達，和一個驅動雷射針頭讀取資料的馬達，還有第三個馬達，專門負責驅動光碟片的插入和退出裝置。 
大多數的舊式光碟機在外觀上會有多個裝置，分別為： 
- 光碟收入／彈出鈕：光碟機必備按鈕，負責彈入彈出光碟
- 音量控制鈕：CD-ROM必備，DVD出現後多數已經取消
- 耳機插座：CD-ROM必備，DVD出現後多數已經取消
- 強制退出孔：所有電腦用的光碟機必備，用大頭針插入強行彈出光碟，但電子遊戲機和Mac不設此孔。

光碟進退片主要有三種方式：
- 卡匣式：光碟片需先放入光碟機所附的卡匣，再將卡匣放入光碟機，早期的光碟機常見，但因進退片較麻煩，此方式已淘汰。其他光學式儲存媒體如DVD-RAM、MO、MD及UMD等即光碟片封裝在卡匣裡面。
- 托盤式：光碟機內建可進出的托盤，將光碟片放在托盤即可，為現今主要的進退片方式。桌上型電腦及遊戲機的光碟機托盤可由機械帶動，筆記型電腦光碟機托盤需手動推拉。
- 吸入式：光碟機有機械裝置，感應到光碟片放入時會自動吸入。成本較高，因此大多只用在汽車音響與部份筆記型電腦，且大多無法使用直徑8公分的小型光碟片與形狀不規則的光碟片。

## CD驱动器
在多媒体计算机中。计算机的CD驱动器与音乐光盘很相似，使用激光束阅读数据，并且数据CD存储信息的容量达700MB 。CD驱动器可用来检索大量的数据或播放音乐CD 。讀寫速度一倍速為150KB/s。

### CD驱动器的类型
CD驱动器有内部驱动器和外接驱动器。市场上的驱动器速度从单倍速至52倍速不等。使用者选择的驱动器类型取决于运算需要和投资。购买的CD驱动器速度越快，价位越高。但是如果主要对用计算机播放音乐CD感兴趣，而不运行其它数据密集型的多媒体程序，速度较慢的驱动器即可。

### CD燒錄機
還有多盤驅動器和可錄製的CD刻錄機。與有音樂CD播放器相似，多盤式（或投幣式自動點唱）CD驅動器可以一次放入多張光碟，並按照使用者的要求自動更改。CD刻錄機可將數據寫入專用的一次性CD-R光碟或可多次擦寫的CD-RW光碟。

## DVD 光碟機
新型的DVD光碟機的外形和操作與一般的CD光碟機類似，但DVD光碟的容量是CD的七倍以上。一張單面單層DVD可存儲完整2小時的電影。
DVD光碟的容量從4.7GB、8.5GB、9.5GB至17GB。此外，DVD光碟機具有向下相容性：用戶可在DVD光碟機中使用現有的光碟，例如CD、VCD等。
讀寫速度一倍數為1350KB/s與CD和記憶卡的單位有所不同。
隨著數位存儲的發展，DVD光碟機取代CD光碟機，而DVD光碟機也被更新的數位光儲存技術所替代。一直以來CD、DVD都是使用的紅光技術，其波長為650奈米（nm）。現在已出現新的藍光技術，波長為405奈米（nm），產生新的BD、HD DVD光碟。其單片層單面光碟的儲存容量會達到50G或者更多。

## 藍光光碟機（Blu-Ray）
蓝光光盘可记录（或BD-R）是指能够记录到光盘用的光盘记录器两直到光盘的光盘记录技术。 BD-R光盘可以写入一次，而BD-RE（蓝光光盘可记录可擦除）可被删除并重新记录多次。光盘容量为25 GB的单层光盘，50 GB的双层光盘，[1]100 GB的三层和128 GB为四层（仅在BD-R）。
在其中蓝光光盘可写的最小速度是每秒36兆比特（4.5兆字节）

## 相關
- 軟碟
- 硬碟
- 隨身碟
- 光碟櫃

生產廠商
- 日立樂金數據儲存
- 建興電子
- 索尼光領